# Cresera optimus
Cresera optimus là một loài bướm đêm thuộc phân họ Arctiinae, họ Erebidae.